# Sidney Lee
Sidney Lee FBA FSA (5 de dezembro de 1859 - 3 de março de 1926) foi um biógrafo, escritor e crítico inglês.

## Biografia
Lee nasceu Solomon Lazarus Lee em 1859 na 12 Keppel Street, Bloomsbury, Londres. Ele foi educado na City of London School e no Balliol College, Oxford, onde se formou em história moderna em 1882. Em 1883, Lee tornou-se editor-assistente do Dictionary of National Biography. Em 1890, tornou-se editor-chefe e, após a aposentadoria de Sir Leslie Stephen, em 1891, o sucedeu como editor.
Lee escreveu mais de 800 artigos no Dictionary, principalmente sobre autores ou estadistas elisabetanos. Sua irmã Elizabeth Lee também contribuiu. Enquanto ainda estava em Balliol, Lee havia escrito dois artigos sobre questões shakespearianas, que foram impressos na The Gentleman's Magazine . Em 1884, ele publicou um livro sobre Stratford-on-Avon, com ilustrações de Edward Hull. O artigo de Lee sobre Shakespeare, no 51º volume (1897) do Dictionary of National Biography, constituiu a base de sua Life of William Shakespeare (1898), que atingiu sua quinta edição em 1905.
Em 1902, Lee editou a edição em fac-símile de Oxford do primeiro folio das comédias, histórias e tragédias de Shakespeare, seguidas em 1902 e 1904 por volumes suplementares com detalhes das cópias existentes, e em 1906 por uma edição completa dos trabalhos de Shakespeare.
Lee recebeu o título de cavaleiro em 1911. Entre 1913 e 1924, atuou como professor de literatura e língua inglesa no East London College .

## Trabalho
Além das edições dos clássicos ingleses, as obras de Lee incluem:
- Queen Victoria: A Biography (1904)
- Great Englishmen of the Sixteenth century (1904), baseados em suas palestras do Instituto Lowell em Boston, Massachusetts, em 1903
- Shakespeare and the Modern Stage (1906)[1]
- Shakespeare's England: an account of the life & manners of his age (1916, com Walter Alexander Raleigh)
- King Edward VII, a Biography (1925)[3]

Há cartas pessoais de Lee, incluindo aquelas escritas durante sua doença final, na Coleção T.F. Tout da Biblioteca John Rylands, em Manchester.